# Isla María Magdalena
Isla María Magdalena är en ö i Mexiko. Den är en del av ögruppen Islas Marías och tillhör kommunen San Blas i delstaten Nayarit, i den västra delen av landet. Arean är 67 kvadratkilometer.